# Distretto regionale di Sunshine Coast
Il distretto regionale di Sunshine Coast (SCRD) è un distretto regionale della Columbia Britannica, Canada di 27 759 abitanti, che ha come capoluogo Sechelt.

## Comunità
- Municipalità di distretto
  - Sechelt
- Città
  - Gibsons
- Distretto governativo indiano
  - Sechelt (Part)
- Riserve indiane
  - Chekwelp 26
  - Chekwelp 26A
  - Schaltuuch 27
- Non incorporate
  - Roberts Creek
  - Halfmoon Bay
  - Madeira Park
  - Garden Bay
  - Egmont
  - Hopkins Landing
  - Gambier Island